# Nowy Las (Jedwabno)
Nowy Las (deutsch Neuwald) ist ein kleiner Ort in der polnischen Woiwodschaft Ermland-Masuren und gehört zur Landgemeinde Jedwabno (1938 bis 1945 Gedwangen) im Powiat Szczycieński (Kreis Ortelsburg).

## Geographische Lage
Nowy Las liegt in der südlichen Mitte der Woiwodschaft Ermland-Masuren, 22 Kilometer nordöstlich der früheren Kreisstadt Neidenburg (polnisch Nidzica) bzw. 24 Kilometer südwestlich der heutigen Kreismetropole Szczytno (deutsch Ortelsburg).

## Geschichte
Bis 1945 war Neuwald eine Försterei, die zum Staatsforst Hartigswalde gehörte. Mit seinen vier Einwohnern im Jahre 1905 war der Ort ein Wohnplatz in der Gemeinde Omulefofen (polnisch Kot) im ostpreußischen Kreis Neidenburg.
Mit dem gesamten südlichen Ostpreußen wurde Neuwald 1945 in Kriegsfolge an Polen überstellt. Der Ort erhielt die polnische Namensform „Nowy Las“ und ist heute eine Ortschaft innerhalb der Landgemeinde Jedwabno (1938 bis 1945 Gedwangen) im Powiat Szczycieński (Kreis Ortelsburg), bis 1998 der Woiwodschaft Olsztyn, seither der Woiwodschaft Ermland-Masuren zugehörig.

## Kirche
Kirchlich war Neuwald bis 1945 mit Jedwabno verbunden, mit der dortigen evangelischen Kirche, die zur Kirchenprovinz Ostpreußen der Kirche der Altpreußischen Union gehörte, als auch mit den dortigen römisch-katholischen Kirche im damaligen Bistum Ermland. Auch heute besteht der kirchliche Bezug von Nowy Las nach Jedwabno, das jetzt jedoch der Diözese Masuren der Evangelisch-Augsburgischen Kirche in Polen bzw. dem heutigen Erzbistum Ermland zugehört.

## Verkehr
Nowy Las liegt an der vielbefahrenen Woiwodschaftsstraße 545, die Jedwabno mit Nidzica (Neidenburg) und Działdowo (Soldau) verbindet. Eine Landwegverbindung besteht noch zwischen der Ortsstelle des erloschenen Dorfs Małga (Malga) und Nowy Las. Eine Anbindung an den Bahnverkehr besteht nicht.